# Gare de Baroncourt
La gare de Baroncourt est une gare ferroviaire française de la ligne de Longuyon à Onville et Pagny-sur-Moselle, située sur le territoire de la commune de Dommary-Baroncourt, dans le département de la Meuse en région Grand Est.
C'est une gare de la Société nationale des chemins de fer français (SNCF) desservie par des trains TER Grand Est.

## Situation ferroviaire
Établie à 241 mètres d'altitude, la gare de bifurcation de Baroncourt est située au point kilométrique (PK) 22,317 de la ligne de Longuyon à Onville et Pagny-sur-Moselle, entre les gares ouvertes de Longuyon et de Conflans - Jarny. Elle est l'origine de la ligne de Baroncourt à Audun-le-Roman et l'aboutissement de la ligne de Marcq-Saint-Juvin à Baroncourt.

## Histoire
La ligne de Longuyon à Onville et Pagny-sur-Moselle fut mise en chantier après 1873 pour compenser la perte de l'Alsace-Lorraine qui rendait impossible l'utilisation de l'itinéraire par Thionville et Metz. Elle est inaugurée en 1877.
Cette ligne comprend une gare à Baroncourt. Le bâtiment voyageurs correspond au type C de la Compagnie de l'Est avec un corps de logis à étage de trois travées (deux côté voie) sous une bâtière transversale avec un œil-de-bœuf au pignon. Cette partie centrale est flanquée de deux ailes symétriques sous bâtière longitudinale. À Baroncourt, ces ailes sont réduites à leur plus simple expression : une seule travée de chaque côté.
Le bâtiment a été fortement agrandi[Quand ?], sans doute au début du vingtième siècle. Une des ailes a été surhaussée d'un étage tandis que l'autre aile a été démolie et remplacée par une aile sans étage de huit travées, dont trois sont plus grandes et surmontées d'arcs bombés côté rue (comme sur les gares de la ligne de Baroncourt à Audun-le-Roman). En raison de la courbure des voies, cette longue aile n'est pas dans l'axe du bâtiment d'origine et est disposée avec un léger angle.
En 1907, Baroncourt devient une gare de bifurcation avec la construction de la ligne de Baroncourt à Audun-le-Roman. Entre 1931 et 1935, une seconde ligne est construite entre Marcq-Saint-Juvin et Baroncourt à des fins stratégiques. Cette dernière ligne ne connaîtra presque aucun trafic, à part en temps de guerre, et fut déclassée en 1954 après avoir subi des dommages importants durant la guerre.
La ligne vers Audun-le-Roman a été électrifiée le 29 juin 1955 afin de moderniser la desserte des nombreux gisements en fer implantés le long de la ligne. La ligne principale ayant été électrifiée préalablement afin d'assurer son alimentation.
La fermeture des mines de fer entraîne l'abandon de la ligne vers Audun-le-Roman en 1991, il n'y avait déjà plus de trafic voyageurs sur cette ligne depuis le 15 mai 1939.
Seule la ligne principale est encore en service à l'heure actuelle, en trafic marchandises et voyageurs, avec desserte de Baroncourt. La desserte marchandises locale s'est effondrée mais Baroncourt est devenu un des lieux de démolition pour le matériel ferroviaire réformé.

## Chantier de démolition
Après l'effondrement de la desserte marchandises de la gare, une société s'est installée, spécialisée dans la destruction, le recyclage et la valorisation des matériaux.
Les Ets Recylux, reçoivent certains matériels radiés de la SNCF, pour après stockage, pratiquer la démolition de rames, locomotives et tous matériel ferroviaires.
(web des cheminots - le 12/5/2007)

## Fréquentation
Selon les estimations de la SNCF, la fréquentation annuelle de la gare figure dans le tableau ci-dessous
.
|                     | 2015   | 2016  | 2017  | 2018  | 2019  | 2020  | 2021  | 2022   | 2023   | 2024   |
| ------------------- | ------ | ----- | ----- | ----- | ----- | ----- | ----- | ------ | ------ | ------ |
| Nombre de voyageurs | 12 179 | 8 703 | 9 225 | 7 517 | 9 000 | 5 756 | 8 374 | 20 257 | 43 344 | 33 758 |

## Service des voyageurs

### Accueil
Gare SNCF, elle dispose d'un bâtiment voyageurs, avec guichet, ouvert du lundi au vendredi et fermé les samedis, dimanches et jours fériés. Elle est équipée d'automates pour l'achat de titres de transport.

### Desserte
Baroncourt est desservie par des trains du réseau TER Grand Est circulant sur la ligne 25 : Nancy - Longwy - Luxembourg.